# (2R)-3-sulfolaktat dehidrogenaza (NADP+)
(2)-3-sulfolaktat dehidrogenaza (+) (EC 1.1.1.338,-sulfolaktat:+ oksidoreduktaza, L-sulfolaktatna dehidrogenaza, (R)-sulfolaktatna dehidrogenaza, ComC) je enzim sa sistematskim imenom (2R)-3-sulfolaktat:+ oksidoreduktaza. Ovaj enzim katalizuje sledeću hemijsku reakciju
(2)-3-sulfolaktat + NADP+ {\displaystyle \rightleftharpoons } 3-sulfopiruvat + NADPH + H+
Enzim iz bakterije Chromohalobacter salexigens može da koristi jedino NADP+. On deluje u biosintezi koenzima M i u degradaciji sulfolaktata. Ovaj enim ne koristi (S)-malat i (S)-laktat kao supstrate.

## Literatura
- Nicholas C. Price; Lewis Stevens (1999). Fundamentals of Enzymology: The Cell and Molecular Biology of Catalytic Proteins (Third изд.). USA: Oxford University Press. ISBN 019850229X.
- Eric J. Toone (2006). Advances in Enzymology and Related Areas of Molecular Biology, Protein Evolution (Volume 75 изд.). Wiley-Interscience. ISBN 0471205036.
- Branden C; Tooze J. Introduction to Protein Structure. New York, NY: Garland Publishing. ISBN 0-8153-2305-0.
- Irwin H. Segel. Enzyme Kinetics: Behavior and Analysis of Rapid Equilibrium and Steady-State Enzyme Systems (Book 44 изд.). Wiley Classics Library. ISBN 0471303097.

## Spoljašnje veze
- (2R)-3-sulfolactate+dehydrogenase+(NADP+) на 